# 土桥水库 (全椒)
土桥水库是中国安徽省滁州市全椒县境内的一座水库，位于长江支流滁河上，建于1972年。水库正常库容为465万立方米，集雨面积为37平方千米，海拔为20.5米。